# 富山大学附属病院
富山大学附属病院（とやまだいがくふぞくびょういん）は、富山県富山市の富山大学杉谷キャンパス内にある大学病院である。
1979年4月1日、富山医科薬科大学附属病院として設置され、同年10月10日に開院記念式典を挙行し、同年10月15日より診療開始。2005年10月1日、旧富山大学と富山医科薬科大学の統合によって現在の名称に変更された。

## 診療科目
- 代謝・内分泌内科
- 免疫・膠原病内科
- 呼吸器内科
- 循環器内科
- 腎・高血圧内科
- 消化器内科
- 血液内科
- 皮膚科
- 小児総合内科
- 小児循環器内科
- 小児発達神経科
- 神経精神科
- 放射線科
- 心臓血管外科
- 小児循環器外科
- 呼吸器一般外科
- 消化器外科
- 乳腺内分泌外科
- 小児外科
- 脳神経外科
- 整形外科
- 産科婦人科
- アイセンター（眼科）[2]
- 耳鼻咽喉科
- 泌尿器科
- 麻酔科
- 歯科口腔外科
- 和漢診療科
- 神経内科

## 交通アクセス
- JR富山駅正面口3番乗り場より富山地方鉄道バス16系統富大附属病院循環にて約30分。
- あいの風とやま鉄道小杉駅北口より富山地方鉄道バス平岡・富大病院線にて約20分（平日のみ）。
- あいの風とやま鉄道線・JR氷見線・JR城端線　高岡駅北口2番乗り場より加越能バス水戸田・太閤山・富大病院線にて約40 - 50分。
- 富山空港よりタクシーで約20分。
- 北陸自動車道富山西ICよりすぐ。